# Miss World

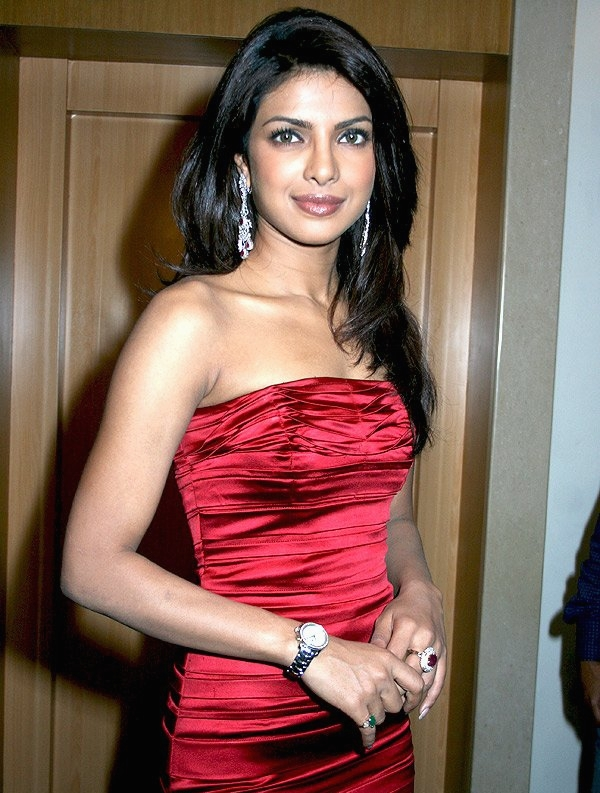
Priyanka Chopra India
(Miss World-2000)

Miss World este un titlu care se acordă la un concurs de frumusețe internațional. Candidatele care participă la concurs au fost alese deja în țara de origine ca „regina frumuseții”. Acest concurs este organizat anual printr-o campanie a mediei, concurenta ca câștigă titlul acordat de o comisie în afară de premii, are și o serie de obligații față de cei care finanțează premiile acordate. Până în anul 1988 acest concurs a avut loc în Londra iar în prezent are loc pe continente, urmat de concursul de frumusețe pe lume.
Titlul Miss Universe face concurență titlului Miss World.
Mai ales adepții feminismului critică aceste concursuri de frumusețe, numindu-le „Fleischbeschau” (inspecție/control de carne), după părerea lor ele rănesc demnitatea feminină. Cu toate acestea aceste concursuri sunt acceptate cu entuziasm de femeile tinere.
Din țările în care se vorbește oficial limba germană, au câștigat până în prezent acest concurs 4 concurente, două din Germania și două din Austria: Petra Schürmann (Germania, 1956), Eva Rueber-Staier (Austria, 1969), Gabriella Brum (Germania, 1980), Ulla Weigerstorfer (Austria, 1987).

## Miss World între anii 1999 - 2008

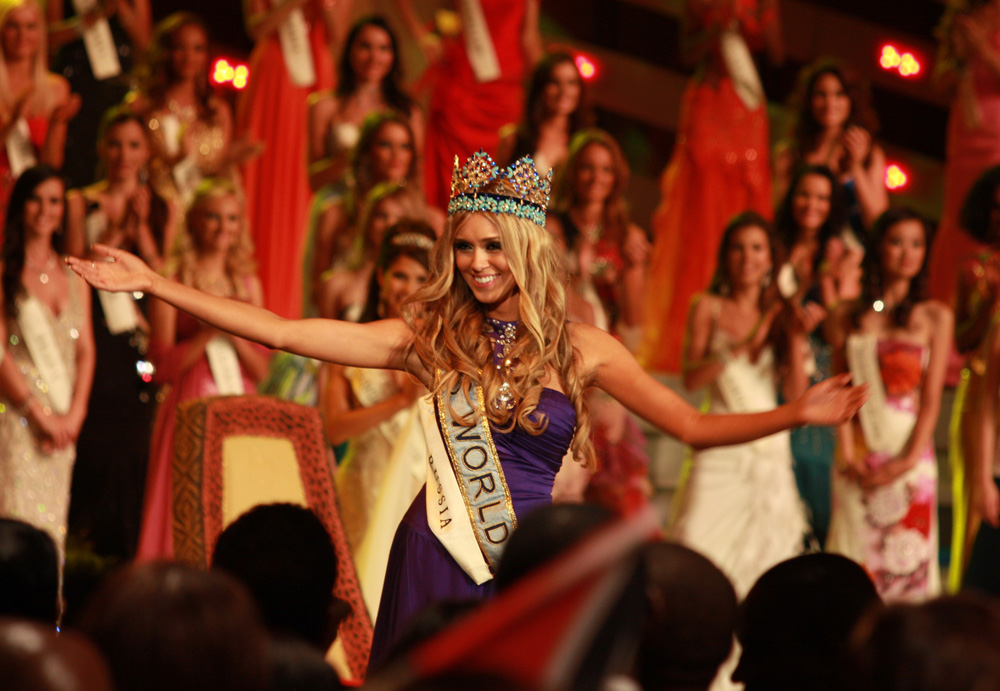
MW - 2008 (Xenia Suhinova)

| Anul | Miss World                  | Țara candidatei | Locul concursului           |
| ---- | --------------------------- | --------------- | --------------------------- |
| 2008 | Xenia Suhinova              | Rusia           | Johannesburg, Africa de Sud |
| 2007 | Zhang Zilin                 | China           | Sanya, Republica Chineză    |
| 2006 | Taťána Kuchařová            | Cehia           | Varșovia, Polonia           |
| 2005 | Unnur Birna Vilhjálmsdóttir | Islanda         | Sanya, China                |
| 2004 | María Julia Mantilla        | Peru            | Sanya, China                |
| 2003 | Rosanna Davison             | Irlanda         | Sanya, China                |
| 2002 | Azra Akın                   | Turcia          | London, UK                  |
| 2001 | Agbani Darego               | Nigeria         | Sun City, Africa de Sud     |
| 2000 | Priyanka Chopra             | India           | London, UK                  |
| 1999 | Yukta Mookhey               | India           | London, UK                  |

## Cele mai bune performanțe pe țări

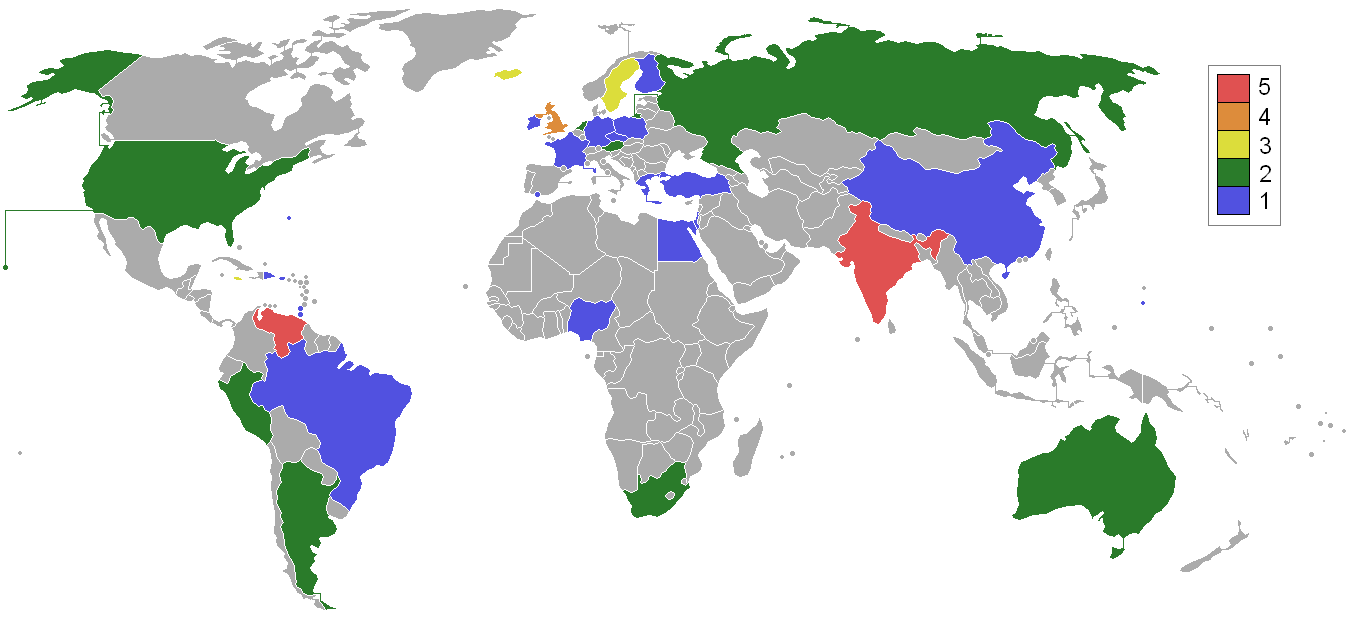
Harta cu ţările din care provin canditatele Miss World până în 2008.

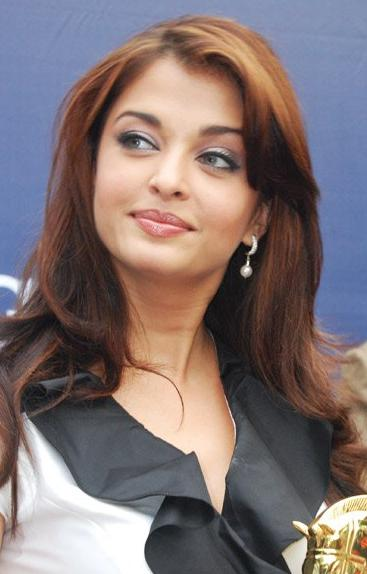
Aishwarya Rai
(Miss World în 1994)

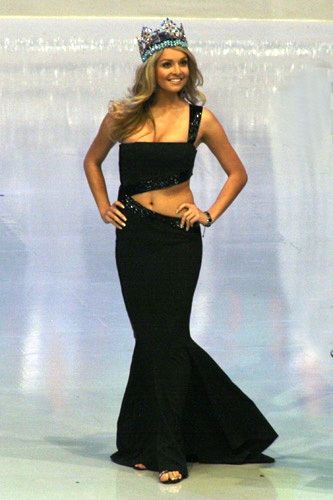
Taťána Kuchařová
(Miss World 2006)

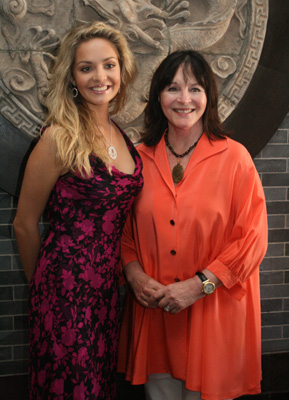
Julia Morley cu Tatiana Kucharova
(Miss World 2006)

Până în anul 2008:
| Titluri | Țara |
| ------- | --- |
| 5       | India, Venezuela |
| 4       | Marea Britanie |
| 3       | Islanda, Jamaica și Suedia |
| 2       | Argentina, Australia, Austria, Olanda, Peru, Rusia, Africa de Sud, SUA |
| 1       | Bermuda, Brazilia, China, Cehia, Republica Dominicană, Egipt, Finlanda, Franța, Germania, Grecia, Grenada, Guam, Irlanda, Israel, Nigeria, Polonia, Puerto Rico, Trinidad și Tobago, Turcia |

## Câștigătoare ale titlului Miss World
| Anul | Miss World                  | Țara                       | Locul concursului                                 |
| ---- | --------------------------- | -------------------------- | ------------------------------------------------- |
| 1951 | Kiki Håkansson              | Suedia                     | Lyceum Ballroom Londra, Marea Britanie            |
| 1952 | May Louise Flodin           | Suedia                     | Londra                                            |
| 1953 | Denise Perrier              | Franța                     | Londra                                            |
| 1954 | Antigone Costanda           | Egipt                      | Londra                                            |
| 1955 | Carmen Duijm Zubillaga      | Venezuela                  | Londra                                            |
| 1956 | Petra Schürmann             | Germania                   | Londra                                            |
| 1957 | Marita Lindahl              | Finlanda                   | Londra                                            |
| 1958 | Penelope Anne Coelen        | Africa de Sud              | Londra                                            |
| 1959 | Corine Rottschafer          | Țările de Jos              | Londra                                            |
| 1960 | Norma Gladys Cappagli       | Argentina                  | Londra                                            |
| 1961 | Rosemarie Frankland         | Regatul Unit               | Londra                                            |
| 1962 | Catharina Lodders           | Țările de Jos              | Londra                                            |
| 1963 | Carole Joan Crawford        | Jamaica                    | Londra                                            |
| 1964 | Ann Sidney                  | Regatul Unit               | Londra                                            |
| 1965 | Lesley Langley              | Regatul Unit               | Londra                                            |
| 1966 | Reita Faria                 | India                      | Londra                                            |
| 1967 | Madeleine Hartog Bell       | Peru                       | Londra                                            |
| 1968 | Penelope Plummer            | Australia                  | Londra                                            |
| 1969 | Eva Rueber-Staier           | Austria                    | Londra                                            |
| 1970 | Jennifer Hosten             | Grenada                    | Londra                                            |
| 1971 | Lucia Tavares Petterle      | Brazilia                   | Londra                                            |
| 1972 | Belinda Green               | Australia                  | Londra                                            |
| 1973 | Marjorie Wallace            | Statele Unite ale Americii | Londra                                            |
| 1974 | Anneline Kriel              | Africa de Sud              | Londra                                            |
| 1975 | Wilnelia Merced             | Puerto Rico                | Londra                                            |
| 1976 | Cindy Breakspeare           | Jamaica                    | Londra                                            |
| 1977 | Mary Stävin                 | Suedia                     | Londra                                            |
| 1978 | Silvana Suarez              | Argentina                  | Londra                                            |
| 1979 | Gina Swainson               | Bermuda                    | Londra                                            |
| 1980 | Gabriella Brum              | Germania                   | Londra                                            |
| 1980 | Kimberley Santos            | Guam                       | Londra                                            |
| 1981 | Pilin Leon                  | Venezuela                  | Londra                                            |
| 1982 | Mariasela Alvarez           | Republica Dominicană       | Londra                                            |
| 1983 | Sarah-Jane Hutt             | Regatul Unit               | Londra                                            |
| 1984 | Astrid Herrera              | Venezuela                  | Londra                                            |
| 1985 | Hólmfríður Karlsdóttir      | Islanda                    | Londra                                            |
| 1986 | Giselle LaRonde             | Trinidad-Tobago            | Londra si Macao                                   |
| 1987 | Ulla Weigerstorfer          | Austria                    | Londra si Malta                                   |
| 1988 | Linda Pétursdóttir          | Islanda                    | Londra si Málaga                                  |
| 1989 | Aneta Kręglicka             | Polonia                    | Hong Kong Convention Exhibition Centre, Hong kong |
| 1990 | Gina Marie Tolleson         | Statele Unite ale Americii | Londra                                            |
| 1991 | Ninibeth Jiminez            | Venezuela                  | Atlanta, Georgia, USA                             |
| 1992 | Julia Kourotchkina          | Rusia                      | Sun City, Africa de Sud                           |
| 1993 | Lisa Hanna                  | Jamaica                    | Sun City, Africa de Sud                           |
| 1994 | Aishwarya Rai               | India                      | Sun City, Africa de Sud                           |
| 1995 | Jacqueline Aguilera Marcano | Venezuela                  | Sun City, Africa de Sud                           |
| 1996 | Irene Skliva                | Grecia                     | Bangalore, India                                  |
| 1997 | Diana Hayden                | India                      | Baie Lazare, Seychelles                           |
| 1998 | Linor Abargil               | Israel                     | Lake Berjaya Mahé Beach Resort, Seychellen        |
| 1999 | Yukta Mookhey               | India                      | Londra                                            |
| 2000 | Priyanka Chopra             | India                      | Londra                                            |
| 2001 | Agbani Darego               | Nigeria                    | Sun City, Africa de Sud                           |
| 2002 | Azra Akin                   | Turcia                     | Alexandra Palace, Londra                          |
| 2003 | Rosanna Davison             | Irlanda                    | Sanya, Hainan, China                              |
| 2004 | María Julia Mantilla        | Peru                       | Sanya, Hainan, China                              |
| 2005 | Unnur Birna Vilhjálmsdóttir | Islanda                    | Sanya, Hainan, China                              |
| 2006 | Taťána Kuchařová            | Cehia                      | Varșovia, Polonia                                 |
| 2007 | Zhang Zilin                 | China                      | Sanya, Hainan, China                              |
| 2008 | Xenia Suhinova              | Rusia                      | The Sandton Convention Centre, Johannesburg       |
| 2009 | Kaiane Aldorino             | Gibraltar                  | Johannesburg                                      |
| 2010 | Alexandria Mills            | Statele Unite ale Americii | Sanya, Hainan, China                              |